# Musca heidiae
Musca heidiae är en tvåvingeart som beskrevs av Zielke 1974. Musca heidiae ingår i släktet Musca och familjen husflugor.
Artens utbredningsområde är Tanzania. Inga underarter finns listade i Catalogue of Life.